# Escola Universitària d'Infermeria i Teràpia Ocupacional de Terrassa

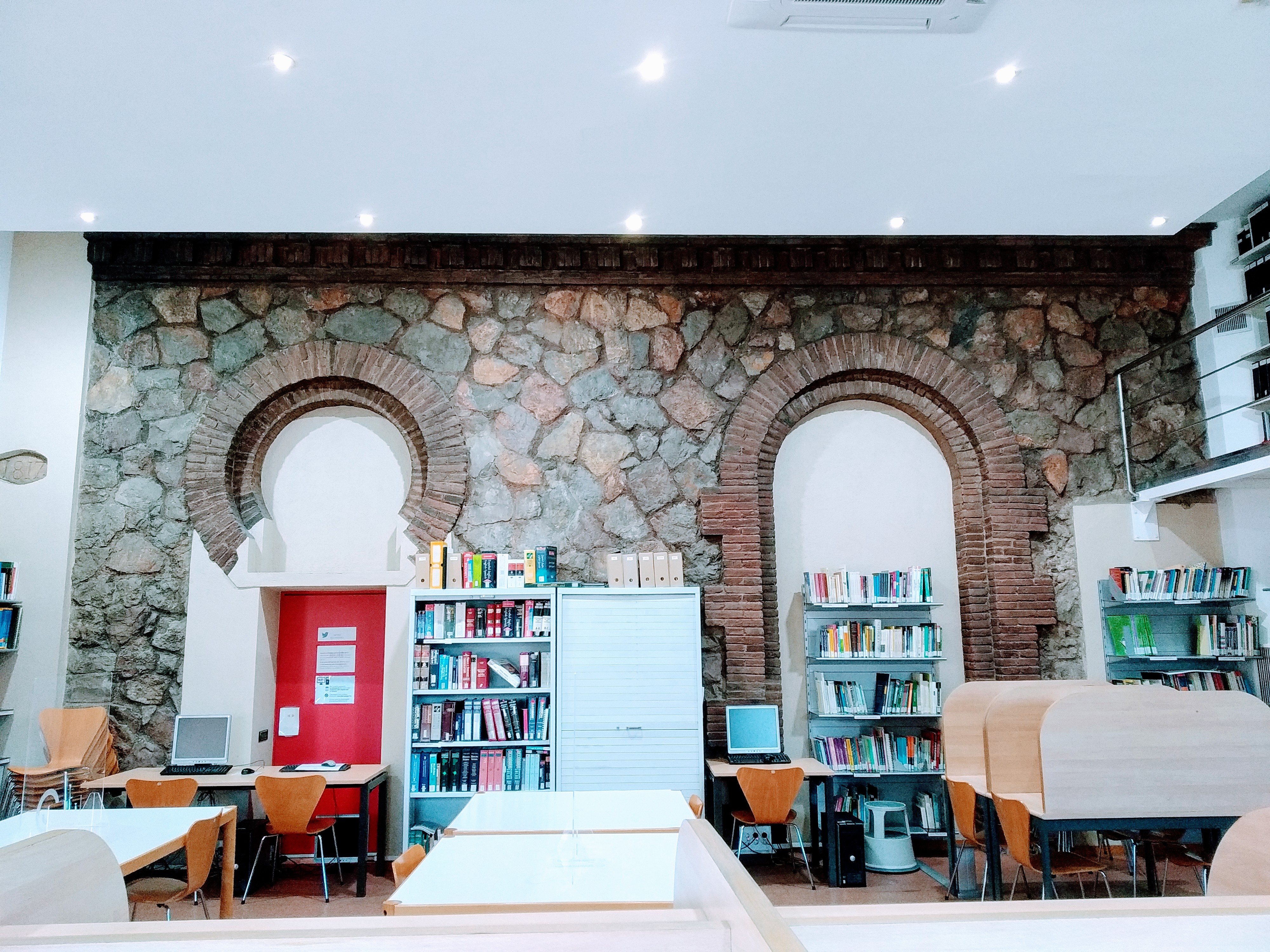
Biblioteca

L'Escola Universitària d'Infermeria i Teràpia Ocupacional de Terrassa (EUIT) és un centre educatiu de Terrassa que va començar a formar en infermeria el 1918 i en teràpia ocupacional el 1993 després de recollir el testimoni l'any 2012 de l'Escola Universitària Creu Roja.
Els orígens de l'Escola de la Creu Roja estan relacionats amb les epidèmies de tifus i grip del país de la Barcelona de principis del segle xx. Va anar evolucionant fins a anar de la mà de la UAB. La crisi econòmica va propiciar que la Creu Roja traspassés l'escola a la Fundació Docència Sant Llàtzer (FDSL) el 2012. La FDSL havia nascut el 1556 per acollir els primers serveis hospitalaris de Terrassa, el 1961 va començar a impartir classes d'infermeria i el 1966 va iniciar les gestions per tenir una escola oficial d'ATS a Terrassa, una activitat que dura fins al 1980 amb motiu del pas a diplomatura dels estudis d'infermeria, any en què la FDSL decideix adquirir l'Escola Universitària Creu Roja fundada el 1918. El 1990 va canviar d'emplaçament.
El 2016 es van graduar 146 alumnes en Infermeria i 24 en Teràpia Ocupacional.
Va rebre el Premi Creu de Sant Jordi l'any 2019 en el seu centenari "per la reeixida tasca docent, humanista i integradora, especialment pel que fa a l'ensenyament dels estudis d'infermeria i de teràpia ocupacional, així com per la recerca alineada amb les necessitats de la societat, que ha convertit l'escola egarenca en un centre universitari pioner i de referència del nostre país, i el més antic de Catalunya en la seva disciplina. ".